# Santa María de los Llanos
Santa María de los Llanos è un comune spagnolo di 834 abitanti situato nella comunità autonoma di Castiglia-La Mancia.